# Anyphaena darlingtoni
Anyphaena darlingtoni là một loài nhện trong họ Anyphaenidae.
Loài này thuộc chi Anyphaena. Anyphaena darlingtoni được Elizabeth Bangs Bryant miêu tả năm 1940.